# Prater (Berlin)
Pour les articles homonymes, voir Prater.

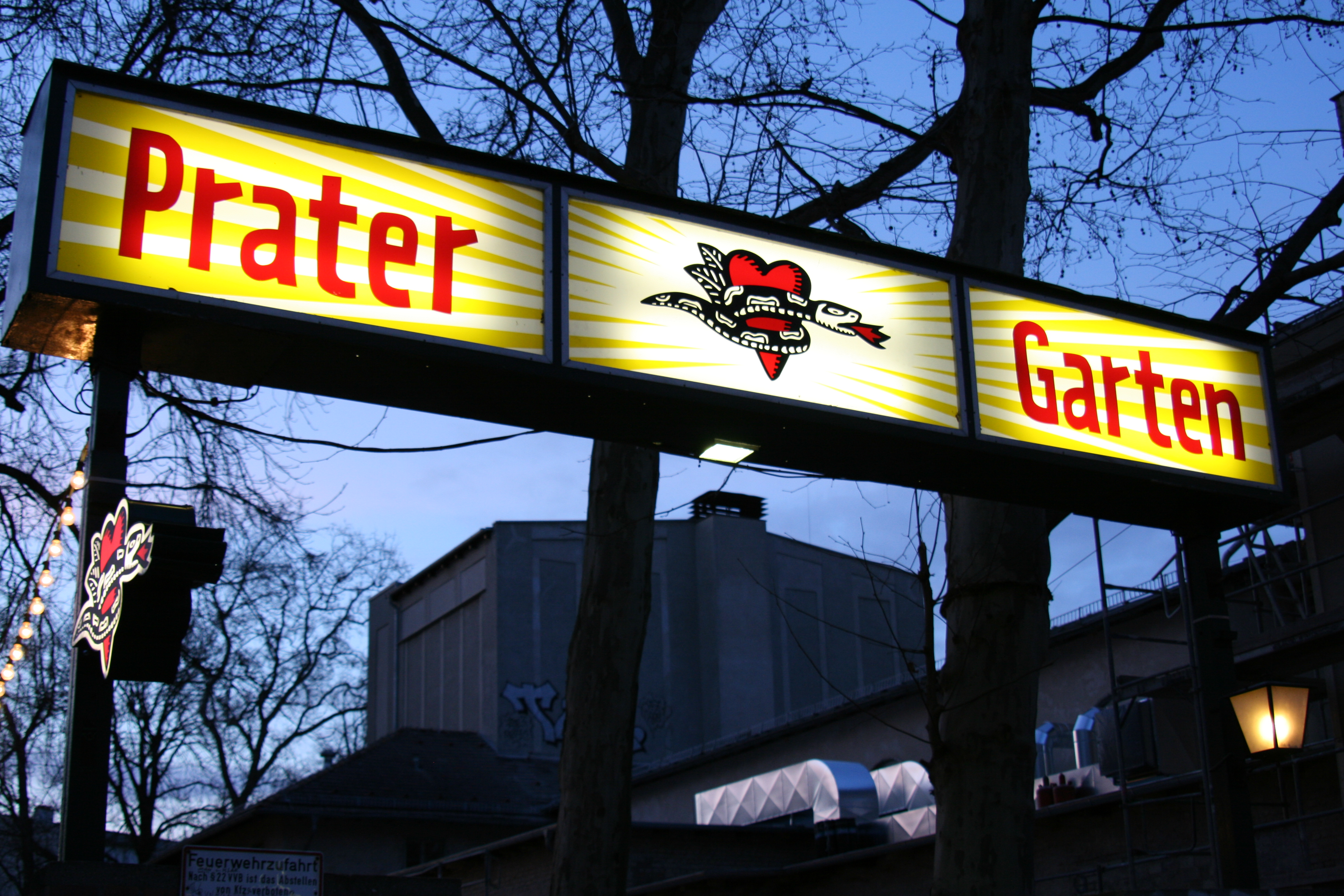
Entrée du Prater.

Le Prater, situé au numéro 7-9 de  Kastanienallee dans le quartier de Prenzlauer Berg à Berlin, fondé en 1837, est un vaste biergarten. C'est le plus ancien biergarten de Berlin. Il a été soutenu financièrement par la brasserie Pfefferberg, qui se trouve dans le même quartier. 

## Description
Le Prater est composé d'un restaurant de style viennois, d'un espace ouvert à l'emplacement d'une ancienne piscine et d'une salle de spectacle-club, où plats rustiques et bière sont proposés à la vente.
Lieu populaire par excellence, bals, spectacles, théâtre étaient au rendez-vous et rassemblaient tout type de public. L’endroit fut aussi un haut lieu de rassemblement pour les mouvements ouvriers. 

## Le Prater de la Volksbühne
Depuis 1992, la Volksbühne possède également un autre lieu de représentation riche en histoire. Cette scène est ouverte aux performances théâtrales. On peut y voir notamment se produire aux côtés de René Pollesch des troupes comme Gob Squad, Forced Entertainment et She She Pop ou plus récemment Constanza Macras avec sa compagnie Dorky Park.
Accolé au Prater, le Bastard est un club dont la programmation est incluse dans celle de la Volksbühne.